# Bandiera del Marocco
La bandiera del Marocco (علم المغرب‎) è composta da uno sfondo rosso con al centro un pentagramma, cioè una stella a cinque punte, verde, il colore dell'Islam.
È stata adottata ufficialmente come bandiera nazionale il 17 novembre 1915.

## Simbologia
La stella al centro della bandiera simboleggia saggezza e pace, e le sue cinque punte indicano i cinque pilastri dell'Islam. Lo sfondo rosso, colore associato ai discendenti di Maometto e già presente in altri vessilli storici marocchini, rappresenta coraggio e tenacia, oltre al sangue versato dal popolo per la propria religione.

## Storia
Il colore rosso ha storicamente un notevole in Marocco, in quanto collegato alla dinastia 'Alawide (tutt'ora regnante nel paese). La casa reale è tradizionalmente associata al profeta islamico Maometto attraverso Fatima, la moglie di Ali, il quarto califfo musulmano. Il rosso è usato come colore distintivo anche dagli sharif della Mecca e dagli imam dello Yemen. A partire dal XVII secolo il Marocco è governato dalla dinastia degli 'Alawidi, e le prime bandiere del paese erano di colore rosso.
In alcune versioni e fino al 1915, era possibile vedere la bandiera ornata da una stella a sei punte chiamata anche "Sigillo di Salomone". La stella a cinque punte, simbolo già di uso comune in Marocco, fu imposta dal sultano Moulay Youssef, l'allora governatore generale del Protettorato, e sostituì il Sigillo di Salomone con regio decreto nel 1915. La bandiera è poi rimasta in uso anche dopo l'indipendenza del paese, ottenuta nel 1956.
Nel 2010, a Dakhla, città nel territorio conteso del Sahara occidentale, è stata issata una bandiera marocchina di 60.409,78 metri quadrati, del peso di 20.000 chilogrammi. È stata certificata dal Guinness dei primati come la bandiera più grande mai esposta fino ad allora.

## Utilizzo
La bandiera è esposta in modo permanente su tutti gli edifici pubblici del Marocco. Viene inoltre fatta sventolare per le strade durante i viaggi del re, nelle feste nazionali e in occasione di eventi specifici: inaugurazioni o visite di capi di stato stranieri.

## Bandiere storiche

### Bandiere nazionali storiche

Bandiera del Sultanato Alawide (1666–1915)
Bandiera del Regno del Marocco (1956–oggi)

### Altre bandiere storiche

Bandiera usata nel XIX secolo
Bandiera usata nel XIX secolo
Bandiera della Repubblica del Rif (1921–1926)
Bandiera della Zona internazionale di Tangeri (1923–1956)
Bandiera mercantile del Protettorato francese del Marocco (1912–1956)
Bandiera mercantile del Protettorato spagnolo del Marocco (1912–1956)